# Ферреро Ребальяти, Рауль
Рауль Ферреро Ребальяти (исп. Raúl Ferrero Rebagliati, 20 сентября 1911, Барранко, Перу — 22 апреля 1977, Лима, Перу) — перуанский юрист и государственный деятель, премьер-министр Перу (1967—1968).

## Биография
Обучался в Национальном университете Сан-Маркос и Папском Католическом университете Перу, получив степень бакалавра и доктора филологии и бакалавра права, получив юридическое образование в 1937 году. Занимался преподавательской деятельностью в Colegio Italiano Antonio Raimondi, в Национальной школе Девы Марии Гваделупской, в колледже Сан-Луис-де-Барранко и колледже Святой Марии.
- 1947—1952 годы — декан факультета искусств в Папском Католическом университете Перу, также преподавал в ряде других высших учебных заведений страны,
- 1962—1963 годы — декан Коллегии адвокатов Лимы,
- 1967—1968 годы — премьер-министр и министр иностранных дел Перу в администрации президента Фернандо Белаунде. Был назначен как независимый политик, поскольку режим Белаунде переживал период кризиса, связанного с последствиями девальвации национальной валюты сентября 1967 году и поражения на парламентских выборах, в феврале-марте 1968 года — одновременно министр финансов Перу. Возглавляемый им кабинет не смог изменить ситуацию, которая усугубилась вследствие раскрытия фактов масштабной контрабанды, в которую были вовлечены ближайшие родственники лидеров государства и военных. В июне 1968 года правительство Ребальяти ушло в отставку.